# نانسي دوريان
نانسي دوريان (بالإنجليزية: Nancy Dorian)‏ هي لغوية أمريكية، ولدت في 1936 في برونزويك في الولايات المتحدة.